# مالكوم ووكر (لاعب كرة قدم أمريكية)
مالكوم ووكر (بالإنجليزية: Malcolm Walker)‏ هو لاعب كرة قدم أمريكية أمريكي، ولد في 24 مايو 1943.

## وصلات خارجية
- مالكولم ووكر على موقع مرجع كرة القدم المحترفة.كوم (الإنجليزية)